# Cantharidella beachportensis
Cantharidella beachportensis is een slakkensoort uit de familie van de Trochidae. De wetenschappelijke naam van de soort is voor het eerst geldig gepubliceerd in 1934 door Cotton & Godfrey.